# Cybele-klass
Cybele-klassen var en klass av trimaranfartyg som byggdes för Royal Navy under andra världskriget för att rensa minfält. Två fartyg i klassen, HMS Cybele och HMS Cyrus, byggdes 1944. Det ena gick förlorat efter landstigningen i Normandie, medan det andra överlevde kriget men skrotades kort därefter.

## Design och utveckling
Cybele-klassen var stora trimaranfartyg som byggdes med hjälp av en fackverksram av stål. De var avsedda att färdas genom minfält med tryckminor och skapa en tryckvåg som skulle detonera minorna. Fartygens öppna fackverkskonstruktion skulle göra det möjligt för tryckvågen att passera genom fartyget utan att skada det.
Fartygen byggdes under ytterst hemliga förhållanden; de kallades ursprungligen för "Sterling craft", senare betecknades de som en minsvepare av Algerine-klass av flottan. Deras utformning var fortfarande hemligstämplad så sent som i slutet av 1960-talet.

## Tjänstgöring
Två fartyg av klassen beställdes av amiralitetet i september 1943. HMS Cybele byggdes av William Denny and Brothers vid floden Clyde, medan HMS Cyrus byggdes vid Swan Hunter-varvet i Wallsend. Båda fartygen sjösattes i januari 1944 och överfördes till Scott Lithgow på nedre delen av Clyde för att färdigställas och utrustas, och de två fartygen togs i bruk i maj samma år.
Båda fartygen i klassen användes under Operation Overlord. Även om de två fartygen visade sig vara framgångsrika i sin tjänstgöring var de svåra att kontrollera när de skadades, eftersom de var "lika svåra att styra som ett slagskepp".Cyrus förliste i Seines mynning i december 1944, Cybele överlevde kriget och skrotades i oktober 1946.